# Kim Little
Kim Little (Mintlaw, 1990. június 29. –) skót női válogatott labdarúgó. Az angol Arsenal támadó középpályása.

## Pályafutása

### A válogatottban
Részt vett a 2019-ben Franciaországban rendezett világbajnokságon. A 2012-es londoni olimpián tagja volt a brit olimpia csapatnak.

## Sikerei

### Klubcsapatokban
Skót bajnok (1):
- Hibernian (1): 2006–07

 Skót kupagyőztes (1):
- Hibernian (1): 2006–07

 Skót ligakupa győztes (2):
- Hibernian (2): 2006–07

 Angol bajnok (5):
- Premier League bajnok (2):
  - Arsenal (2): 2008–09, 2009–10
- WSL bajnok (3):
  - Arsenal (3): 2011, 2012, 2018–19

 Angol kupagyőztes (3):
- Arsenal (3): 2008–09, 2010–11, 2012–13

 Angol ligakupa győztes (4):
- Arsenal (4): 2011, 2012, 2013, 2018

 National League Cup győztes (1):
- Arsenal (1): 2008–09

 Észak-amerikai bajnokság
- NWSL bajnoki ezüstérmes (2):
  - Seattle Reign (2): 2014, 2015
- NWSL Shield győztes (2):
  - Seattle Reign (2): 2014, 2015

 Ausztrál bajnok (1):
- W-League bajnok (Grand Final) (1):
  - Melbourne City (1): 2015–16
- Ausztrál alapszakasz (W-League Premier) győztes (1):
  - Melbourne City (1): 2015–16

### Egyéni
- Az év játékosa: 2013[2]